# Décentralisation au Bénin
La décentralisation au Bénin désigne, au sens primaire, la forme d'administration du territoire par l'Etat et le processus du transfert des compétences à des personnes morales et autonomes vis-à-vis du pouvoir excécutif dans la gouvernance locale. 
Le processus de la décentralisation a commencé effectivement au Bénin en 1999 à la suite du vote des lois sur l'organisation territoriale et sur l'organisation des communes en janvier 1999. Les départements sont alors devenus des circonscriptions administratives et les communes, des collectivités territoriales décentralisées gérées par un maire au pouvoir autonome avec des compétences propres. En décembre 2002, les premières élections communales et municipales sont organisées.
Sous la présidence de Patrice Talon, la décentralisation a connu plusieurs réformes significatives. D'abord, il prend, en juin 2016, un decret pour fixier les chefs-lieux des 12 departements du pays pour la première fois depuis que la loi sur le découpage territorial a été votée en 1999. 
Après la révision du code électoral,, pour les élections des conseils communaux et municipaux, le code portant administration territoriale en République du Bénin, promulgué en décembre 2021,  instaure la fonction du Secrétaire Exécutif (SE) de commune avec la prérogative d'ordonnateur du budget communal bien que le maire soit l'autorité politico-administrative de la commune.  En juin 2022, le président Patrice Talon réactualise, par décret, le statut des communes, ce qui a permis d'intégrer Abomey-Calavi dans les communes à statut particulier à l'instar de Cotonou, Porto-Novo et Parakou. Ainsi, le Bénin compte quatre communes à statut particulier, 19 à statut intermédiaire et 54 communes à statut ordinaire. En effet, le statut d'une commune répond, entre autres à des critères de ressources propres et d'effectif de la population au delà des considérations historiques et le géopositionnement. Une commune est admissible au statut particulier, par exemple, si elle dispose d'au moins 200.000 habitants et de ressources propres d'au moins un milliard de FCFA sur tois années. 

## Les textes réglementaires
La décentralisation est l'un des acquis de la conférence des forces vives de la nation au Bénin.  Elle est garantie par la constitution du 11 décembre 1990 et revisée en novembre 2019. Plusieurs textes  et lois sont ensuite adoptés pour lui donner des orientations. En voici quelques-uns :
- Loi n° 97‐028 du 15 janvier 1999 portant Organisation de l'Administration territoriale de la République du Bénin;
- Loi n° 97‐029 du 15 janvier 1999 portant Organisation des communes en République du Bénin;
- Loi n° 98‐005 du 15 janvier 1999 portant Organisation des communes à statut particulier et municipal en République du Bénin;
- Loi n° 99‐007 du 15 janvier 1999 portant régime financier des communes en République du Bénin;
- Loi n° 98‐006 du 9 mars 2000 portant régime électoral communal et municipal en République du Bénin;
- Loi n° 2007-28 du 23 novembre 2007  fixant les règles particulières applicables aux élections des membres des conseillers communaux ou municipaux et des membres des conseils de villages ou de quartier de ville en République du Bénin;
- Loi n° 2009‐ 17 b portant modalités de l’intercommunalité au Bénin.